# パクス (小惑星)
パクス (679 Pax) は小惑星帯に位置する小惑星である。ハイデルベルクでアウグスト・コプフによって発見された。
ローマ神話に登場する平和と秩序の女神パークスにちなんで命名された。